# 拝根興
拝 根興（ハイ・コンコウ、1964年2月 - ）は、中華人民共和国の歴史学者。陝西師範大学教授。唐に亡命・移住した在唐百済人、在唐高句麗人、在唐新羅人の研究で著名。韓国慶北大学博士。

## 経歴
陝西省大茘県生まれ。1987年、陝西師範大学卒業。1990年、陝西師範大学大学院修士。

## 著書
- 拝根興『七世紀中葉唐与新羅関係研究』中国社会科学出版社、2003年。
- 拝根興『唐朝与新羅関係史論』中国社会科学出版社、2009年。
- 拝根興『唐代高麗百済移民研究：以西安洛陽出土墓志為中心』中国社会科学出版社、2012年。
- 拝根興『石刻墓誌与唐代東亜交流研究』科学出版社、2015年。
- 拝根興『唐代朝野政治与文化研究』中国社会科学出版社、2016年。